# حارة عبود (خور مكسر)
حارة عبود هي إحدى حارات حي السعادة الواقع بمديرية خور مكسر التابعة لمحافظة عدن، بلغ تعداد سكانها 775 نسمة حسب تعداد اليمن لعام 2004 م.